# 曙暮性動物

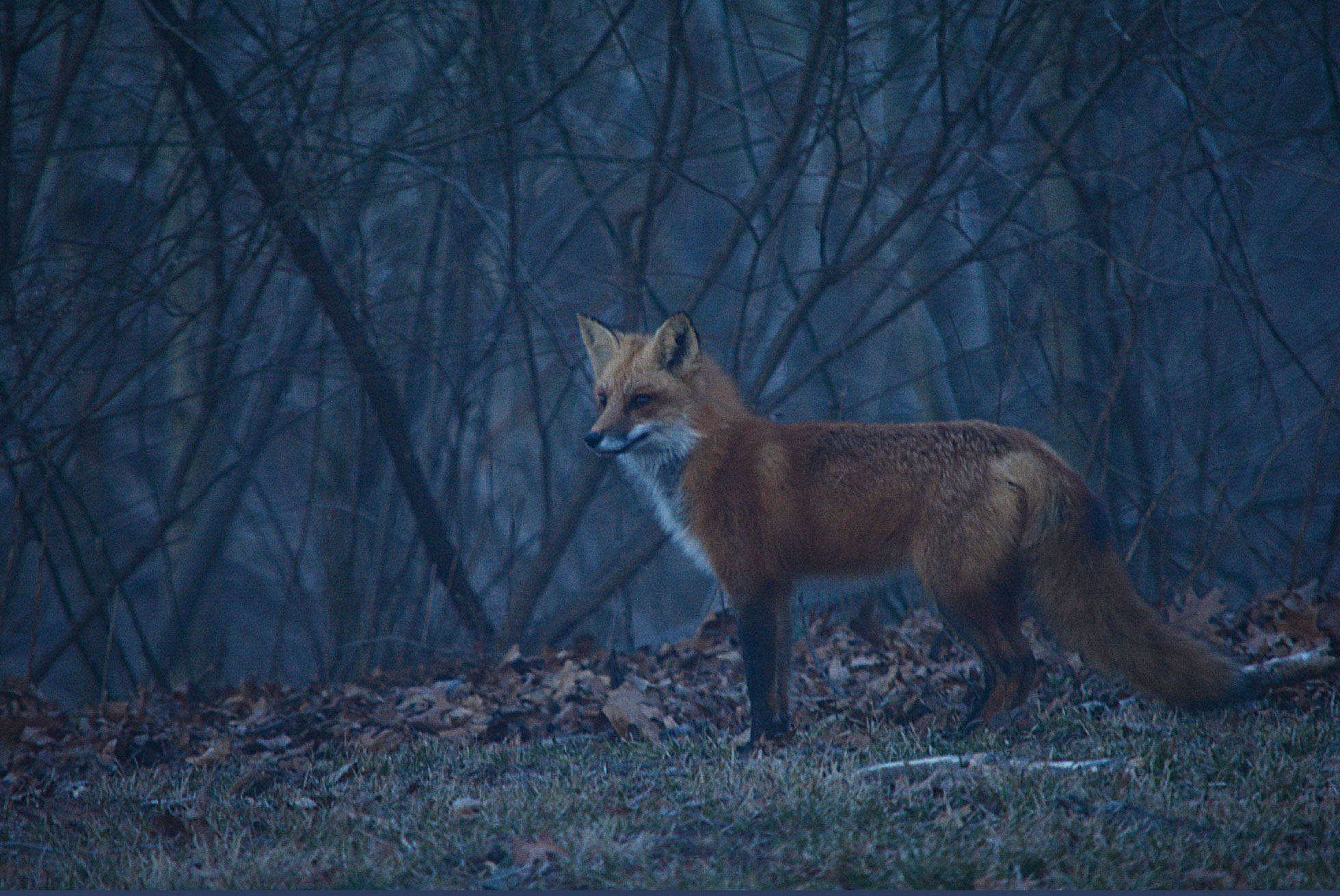
黄昏中的一只赤狐

曙暮性動物（英語：Crepuscular animal）是指喜欢在黎明和黄昏时分活动的動物，例如螢火蟲、蝙蝠、馬來貘和小鹿。曙暮一词，来自于拉丁文的晨昏。